# Vita Stopina
Viktorija Ivanivna »Vita« Stopina (ukrajinsko Вікторія Іванівна Стьопіна), ukrajinska atletinja, * 21. februar 1976, Zaporožje, Ukrajina.
Nastopila je na poletnih olimpijskih igrah v letih 1996, 2004, 2008 in 2012, leta 2004 je osvojila bronasto medaljo v skoku v višino, leta 2008 pa dvanajsto mesto. 